# ラッパと少年
「ラッパと少年」（ラッパとしょうねん）は、日本の歌。作詞：やなせたかし、作曲：寺島尚彦。

## 概要
1969年10月 - 11月、NHKの『みんなのうた』で紹介された。心に何か我慢している少年が、高らかにラッパを吹き鳴らす事で、雲や荒れた海に自分の心を教えようとした楽曲。イントロ・間奏・コーダでは、トランペットのソロが高らかに鳴らされている。歌は天地総子で、天地にしては珍しい雄雄しい楽曲。映像は津田宏製作のアニメ。
「みんなのうた発掘プロジェクト」により音声が発掘され、これとNHKに残っていた映像と組み合わせ、2012年3月15日深夜（3月16日早朝）放送の『みんなのうた発掘スペシャル』で、42年半ぶりの再放送となり、そして2013年10月 - 11月から定時番組でも再放送された。
なお、本曲再放送中の2013年10月13日、作詞担当曲8曲、アニメ担当曲3曲を『みんなのうた』に提供したやなせたかしは逝去された。